# Драупнір

Драупнір — в германо-скандинавській міфології чарівний золотий перстень.
Був подарований Одінові гномами Сіндрі та Брокк. Згідно з легендами цей перстень кожної дев'ятої ночі приносить своєму володареві ще вісім таких самих (йшлось про золоті, але не чарівні). Підперезавшись поясом з цих перснів, людина стає невразливою. Цей перстень — перший виріб, який Сіндрі викував, аби виграти суперечку з Локі.
Одін віддав цей перстень своєму синові, Бальдру. Пізніше Бальдр передав перстень Гермодові як доказ того, що Гермод був у Гельгеймі та бачився з ним.